# Crithagra rufobrunnea
Crithagra rufobrunnea е вид птица от семейство Чинкови (Fringillidae).

## Разпространение
Видът е разпространен в Сао Томе и Принсипи.